# Feldhockey-Europameisterschaft der Damen 2007
Die 8. Feldhockey-Europameisterschaft der Damen 2007 wurde vom 18. bis 26. August in Manchester ausgetragen, wo nach 2003 in Barcelona die Europameisterschaften der Damen und Herren zum zweiten Mal gemeinsam ausgetragen wurden.
Es traten acht Nationalmannschaften zunächst in zwei Gruppen und danach in Platzierungsspielen gegeneinander an. Insgesamt wurden 20 Länderspiele absolviert. Die drei bestplatzierten Nationen (Deutschland, Niederlande und England) qualifizierten sich direkt für die Olympischen Sommerspiele 2008 in Peking.
Als Titelverteidiger trat das Team der Niederlande an, das bei der 7. EM 2005 in Dublin im Endspiel 2:1 gegen Deutschland gewann und sich damit zum sechsten Mal bei sieben Ausspielungen den Titel sichern konnte. Die deutsche Nationalmannschaft nahm als amtierender Olympiasieger teil und konnte dabei das erste Mal den Europameistertitel erringen.

## Austragungsort
Das Belle Vue Regional Hockey Center mit seinen beiden Kunstrasen-Hockeyfeldern war bereits 2002 Austragungsort der Hockeywettbewerbe bei den Commonwealth Games. Bei der EM 2007 stehen 4000 Sitzplätze zur Verfügung. Die Anlage befindet sich rund fünf Kilometer südwestlich des Stadtzentrums von Manchester und liegt direkt neben dem Belle Vue Stadium, einer seit 1927 betriebenen Bahn für Hunderennen.

## Qualifikation
Es sind die ersten sechs Nationen der letzten Europameisterschaft 2005 in Dublin (Niederlande, Deutschland, England, Spanien, Irland und Ukraine), sowie die beiden bestplatzierten Länder der Euro Nations Trophy 2005 in Rom teilnahmeberechtigt (Aserbaidschan und Italien).

## Teilnehmer

Karte mit den Teilnehmerstaaten

Die Niederlande, Deutschland, England Spanien und Irland konnten sich bisher für jede Europameisterschaft qualifizieren. Italien fehlte 1999 und 2005. Die Ukraine ist seit ihrem Debüt 1999 das vierte Mal hintereinander dabei. Aserbaidschan spielt erst seine zweite Europameisterschaft nach 1999 überhaupt.
Die Gruppen wurden nach der Weltrangliste des Welthockeyverbandes FIH im Oktober 2006 eingeteilt.
| Gruppe A        | Gruppe B           |
| Niederlande (1) | Deutschland (4)    |
| England (9)     | Spanien (7)        |
| Irland (19)     | Ukraine (16)       |
| Italien (20)    | Aserbaidschan (15) |

In Klammern sind die Platzierungen in der Weltrangliste der FIH (Sahara Women’s World Rankings) zur Zeit der Europameisterschaft angegeben.

## Kader der teilnehmenden Nationen
Deutsche Nationalmannschaft:
Yvonne Frank, Kristina Reynolds, Tina Bachmann, Janine Beermann, Pia Eidmann, Mandy Haase, Eileen Hoffmann, Natascha Keller, Anke Kühn, Julia Müller, Jennifer Plass, Fanny Rinne, Marion Rodewald, Katharina Scholz, Svenja Schuermann, Christina Schütze, Maike Stöckel, Britta von Livonius
 Niederländische Nationalmannschaft:
Marilyn Agliotti, Naomi van As, Minke Booij, Wieke Dijkstra, Floortje Engels, Miek van Geenhuizen, Ellen Hoog, Kim Lammers, Fatima Moreira de Melo, Eefke Mulder, Maartje Paumen, Sophie Polkamp, Lisanne de Roever, Janneke Schopman, Minke Smabers, Jiske Snoeks, Carlijn Welten, Eva de Goede
 Englische Nationalmannschaft:
Katy Roberts (GK), Beth Storry (GK), Crista Cullen, Mel Clewlow, Helen Richardson, Jo Ellis, Lucilla Wright, Kate Walsh, Chloe Rogers, Jennie Bimson, Rachel Walker, Alex Danson, Rebecca Herbert, Sally Walton, Hannah Macleod, Cathy Gilliat-Smith, Kerry Williams, Anne Panter
 Spanische Nationalmannschaft:
María Jesús Rosa, Julia Menéndez, Rocío Ybarra, Paula Dabanch, Marta Prat, Silvia Muñoz, Silvia Bonastre, María Romagosa, Marta Ejarque, Pilar Sánchez, Marta Martín, Nuria Camón, María López de Eguilaz, Montse Cruz, Ester Termens, Gloria Comerma, Georgina Oliva, Yurena Panadero
 Ukrainische Nationalmannschaft:
Alvina Budonna, Bohdana Sadova, Diana Tahiyeva, Halyna Hlynenko, Iryna Krukovska, Iryna Vyhanyaylo, Maryna Khilko, Maryna Vynohradova, Nataliya Vasyukova, Olena Ivakhneko, Olga Gulenko, Olha Fisyun, Olha Hryzodub, Syusana Shabunina, Tetyana Salenko, Yana Vorushylo, Yevheniya Moroz, Zhanna Savenko
 Irische Nationalmannschaft:
Alex Speers, Bridget McKeever, Cathy McKean, Ciara O’Brien, Eimear Cregan, Emer Harte, Emma Clarke, Emma Stewart, Jenny McDonough, Jill Orbinson, Julia O’Halloran, Linda Caulfield, Louisa Healy, Mary Goode, Roisin Flinn, Shirley McCay
 Italienische Nationalmannschaft:
Alejandra Blanco, Anna Russo, Augustina Di Bernardo, Carolina Scandroli, Chiara Tiddi, Claudia Toretta, Daniela Possali, Francesca Faustini, Jasbeer Singh, Julieta Obrist, Maria Victoria Corso, Marta De Guio, Roberta Lilliu, Romina Dinucci, Simona Berrino,
Stella Girotti, Valentina Quaranta
 Aserbaidschanische Nationalmannschaft:
Seda Kheyirova, Nazira Hidayatova, Emine Muzaffarova, Zarifahon Zeynalova, Feruza Makayeva, Dilfuza Mirzaliyeva, Zeynab Nuriyeva, Gulnara Mikayilova, Tak Gurbanova, Liana Nuriyeva, Marina Aliyeva, Viktoriya Shahbazova, Natalya Sidorova, Zhun Mammadova, Inoyathon Jafarova, Kim Aliyeva, Zhang Suleymanova, Kwon Musayeva

## Spielplan

### Gruppenphase

#### Gruppe A
| Spielnummer – Datum – Uhrzeit | Team 1      | Team 2      | Ergebnis |
| ----------------------------- | ----------- | ----------- | -------- |
| 03 – 18. August 2007 – 15:00  | England     | Irland      | 3: 0     |
| 04 – 18. August 2007 – 17:45  | Niederlande | Italien     | 9: 1     |
| 11 – 20. August 2007 – 13:00  | England     | Italien     | 4: 0     |
| 12 – 20. August 2007 – 15:00  | Niederlande | Irland      | 6: 0     |
| 18 – 21. August 2007 – 15:00  | Irland      | Italien     | 3: 0     |
| 20 – 21. August 2007 – 19:00  | England     | Niederlande | 0: 1     |

Tabelle
| Rang | Land        | Spiele | Tore | Differenz | Punkte |
| ---- | ----------- | ------ | ---- | --------- | ------ |
| 1    | Niederlande | 3      | 16:1 | +15       | 9      |
| 2    | England     | 3      | 7:1  | +6        | 6      |
| 3    | Irland      | 3      | 3:9  | −6        | 3      |
| 4    | Italien     | 3      | 1:16 | −15       | 0      |

#### Gruppe B
| Spielnummer – Datum – Uhrzeit | Team 1      | Team 2        | Ergebnis |
| ----------------------------- | ----------- | ------------- | -------- |
| 01 – 18. August 2007 – 11:00  | Spanien     | Ukraine       | 4: 1     |
| 02 – 18. August 2007 – 13:00  | Deutschland | Aserbaidschan | 7: 1     |
| 09 – 20. August 2007 – 09:00  | Spanien     | Aserbaidschan | 2: 2     |
| 10 – 20. August 2007 – 11:00  | Deutschland | Ukraine       | 7: 0     |
| 17 – 21. August 2007 – 13:00  | Ukraine     | Aserbaidschan | 1: 3     |
| 19 – 21. August 2007 – 17:00  | Deutschland | Spanien       | 1: 0     |

Tabelle
| Rang | Land          | Spiele | Tore | Differenz | Punkte |
| ---- | ------------- | ------ | ---- | --------- | ------ |
| 1    | Deutschland   | 3      | 15:1 | +14       | 9      |
| 2    | Spanien       | 3      | 6:4  | +2        | 4      |
| 3    | Aserbaidschan | 3      | 6:10 | −4        | 4      |
| 4    | Ukraine       | 3      | 2:14 | −12       | 0      |

### Platzierungsspiele

#### Abstiegsspiele
| Spielnummer – Datum – Uhrzeit | Team 1        | Team 2        | Ergebnis |
| ----------------------------- | ------------- | ------------- | -------- |
| 25 – 23. August 2007 – 12:00  | Irland        | Ukraine       | 2: 1     |
| 26 – 23. August 2007 – 14:00  | Aserbaidschan | Italien       | 1: 0     |
| 33 – 25. August 2007 – 10:00  | Italien       | Ukraine       | 1: 0     |
| 34 – 25. August 2007 – 12:00  | Irland        | Aserbaidschan | 1: 2     |

Tabelle
| Rang | Land          | Spiele | Tore | Differenz | Punkte |
| ---- | ------------- | ------ | ---- | --------- | ------ |
| 5    | Aserbaidschan | 3      | 6:1  | +5        | 9      |
| 6    | Irland        | 3      | 6:3  | +3        | 6      |
| 7    | Italien       | 3      | 1:4  | −3        | 3      |
| 8    | Ukraine       | 3      | 2:6  | −4        | 0      |

#### Finalspiele

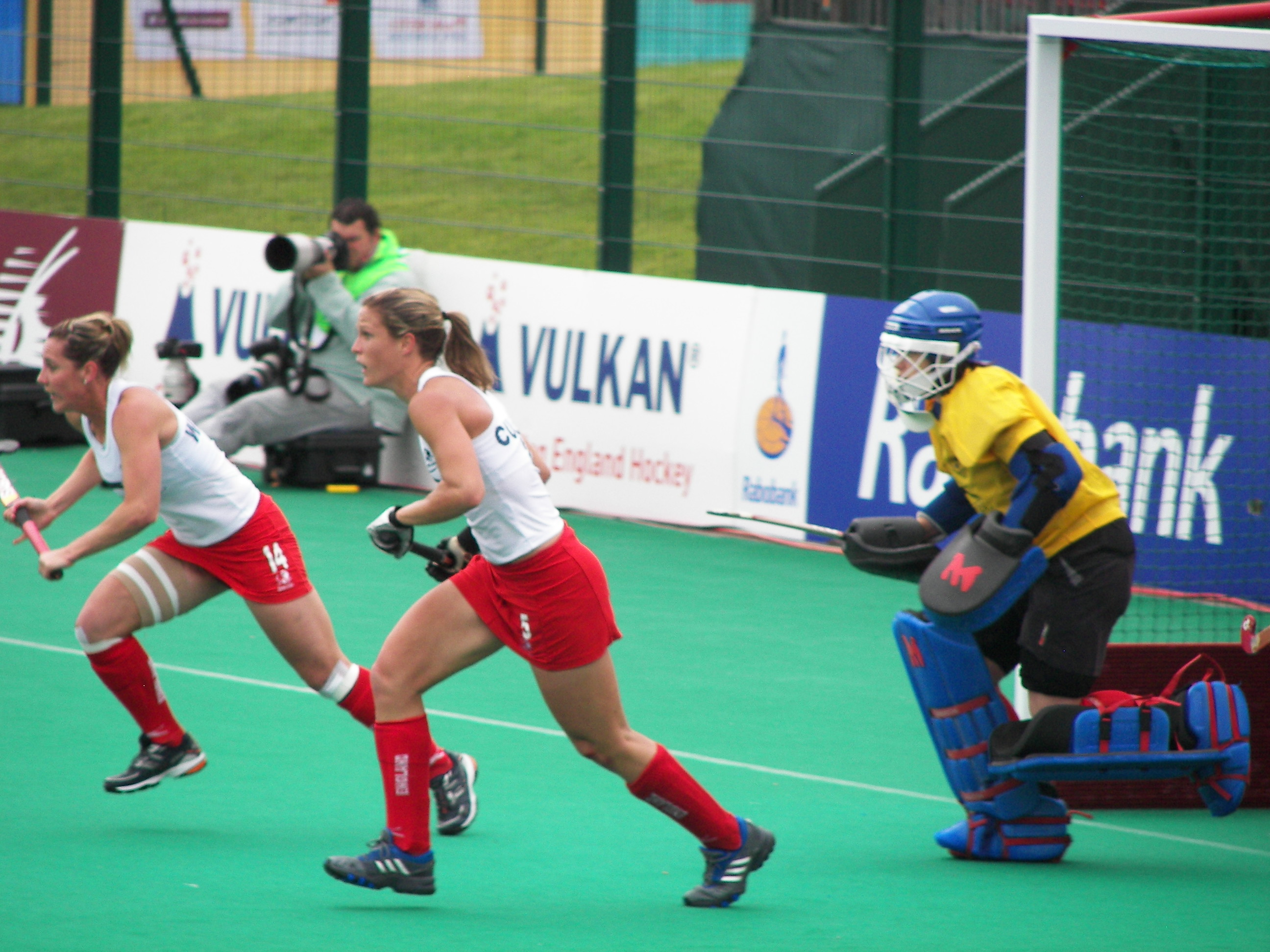
Spielszene aus dem Spiel um Platz drei zwischen Spanien und England

|  | Halbfinale                   | Halbfinale                   |                              |   | Finale                       | Finale                       |
|  |                              |                              |                              |   |                              |                              |
|  | Niederlande                  | 3                            |                              |   |                              |                              |
|  | Spanien                      | 0                            |                              |   |                              |                              |
|  | 27 – 23. August 2007 – 16:00 |                              |                              |   |                              |                              |
|  |                              |                              | 36 – 25. August 2007 – 16:30 |   |                              |                              |
|  | Niederlande                  | 0                            |                              |   |                              |                              |
|  |                              | Deutschland                  | 2                            |   |                              |                              |
|  |                              |                              |                              |   |                              |                              |
|  | Spiel um Platz drei          |                              |                              |   |                              |                              |
|  | 28 – 23. August 2007 – 18:30 | 28 – 23. August 2007 – 18:30 | Spanien                      | 2 |                              |                              |
|  | Deutschland                  | 2                            | England                      | 3 |                              |                              |
|  | England                      | 1                            |                              |   | 35 – 25. August 2007 – 14:00 | 35 – 25. August 2007 – 14:00 |

## Torjägerinnen
| Tore | Name                | Land          |
| ---- | ------------------- | ------------- |
| 5    | Maike Stöckel       | Deutschland   |
| 4    | Kim Lammers         | Niederlande   |
| 3    | Marilyn Agliotti    | Niederlande   |
| 3    | Naomi van As        | Niederlande   |
| 3    | Janine Beermann     | Deutschland   |
| 3    | Minke Booij         | Niederlande   |
| 3    | Dilfuza Mirzaliyeva | Aserbaidschan |
| 3    | Rocio Ybarra        | Spanien       |
| 3    | Anke Kühn           | Deutschland   |
| 2    | Mel Clewlow         | England       |
| 2    | Eimear Cregan       | Irland Hockey |
| 2    | Crista Cullen       | England       |
| 2    | Francesca Faustini  | Italien       |
| 2    | Eileen Hoffmann     | Deutschland   |
| 2    | Inoyathon Jafarova  | Aserbaidschan |
| 2    | Eefke Mulder        | Niederlande   |
| 2    | Silvia Munoz        | Spanien       |
| 2    | Zeynab Nuriyeva     | Aserbaidschan |
| 2    | Helen Richardson    | England       |
| 2    | Fanny Rinne         | Deutschland   |
| 2    | Ester Termens       | Spanien       |
| 2    | Lucilla Wright      | England       |
| 1    | Tina Bachmann       | Deutschland   |
| 1    | Nuria Camon         | Spanien       |
| 1    | Linda Caulfield     | Irland Hockey |
| 1    | Alex Danson         | England       |
| 1    | Wieke Dijkstra      | Niederlande   |
| 1    | Pia Eidmann         | Deutschland   |
| 1    | Cathy Gilliat-Smith | England       |
| 1    | Nazira Hidavatova   | Aserbaidschan |
| 1    | Cathy McKean        | Irland Hockey |
| 1    | Jenny McDonough     | Irland Hockey |
| 1    | Maartje Paumen      | Niederlande   |
| 1    | Marion Rodewald     | Deutschland   |
| 1    | Tetyana Salenko     | Ukraine       |
| 1    | Jannecke Schopman   | Niederlande   |
| 1    | Svenja Schuermann   | Deutschland   |
| 1    | Zhang Suleymanova   | Aserbaidschan |
| 1    | Nikki Symmons       | Irland Hockey |
| 1    | Nataliya Vasyukova  | Ukraine       |
| 1    | Maryna Vynohradova  | Ukraine       |
| 1    | Rachel Walker       | England       |
| 1    | Carolina Welten     | Niederlande   |